# Hopea inexpectata
Hopea inexpectata är en tvåhjärtbladig växtart som beskrevs av Peter Shaw Ashton. Hopea inexpectata ingår i släktet Hopea och familjen Dipterocarpaceae. Inga underarter finns listade i Catalogue of Life.